# 特倫欽溫泉鎮
特倫欽溫泉鎮是斯洛伐克的城鎮，位於該國西北部，由特倫欽州負責管轄，面積10.45平方公里，海拔高度268米，2004年人口4,297，其中七成居民信奉羅馬天主教。

## 外部連結
- Official website （页面存档备份，存于）

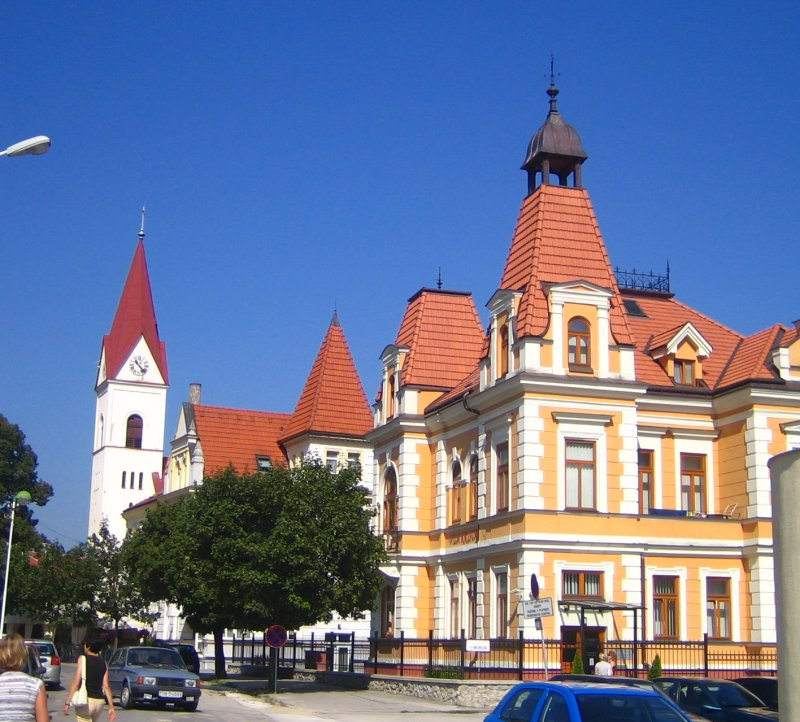

- Trenčianske Teplice Spa